# Daniel Joachim Edward Duncker
Daniel Joachim Edward Duncker, född 4 januari 1835 på fädernegodset Kinttula i Artsjö, död 24 juni 1894 i Helsingfors, var en finländsk jordbrukare och politiker, sonson till Joachim Zachris Duncker.
Han blev student 1855 och magister 1860, ägnade sig därefter åt agronomiska studier samt genomgick Ultuna lantbruksinstitut. År 1863 övertog han Kinttula. Snart gjorde han sig känd som en framstående jordbrukare, som med framgång verkade för införande av rationella metoder och förbättrade redskap.
Han spelade en framträdande roll som kommunalman, inkallades av regeringen i åtskilliga kommittéer på näringslivets och kommunalväsendets områden samt utsågs 1892 till konsultativ ledamot av den nyinrättade Lantbruksstyrelsen, till vars chef han av en tämligen allmän opinion hade utpekats.
Som representant för olika domsagor i östra Nyland satt han i bondeståndet vid samtliga lantdagar 1872–94 och var vid lantdagarna 1877–91 ståndets vice talman. Även om han tillhörde ståndets svensksinnade minoritet, utövade han ett betydande inflytande på dess förhandlingar och ansågs genom sin frisinnade uppfattning, sina stora insikter och sin självständighet vara en heder för ståndet.